# 흔해빠진 직업으로 세계최강
흔해빠진 직업으로 세계최강(일본어: ありふれた職業で世界最強 아리후레타쇼쿠교오데세카이사이쿄오[*])는 일본의 라이트 노벨이다. 시라코메 료가 저술하였고, 일러스트는 타카야Ki. 원래는 소설가가 되자에 연재된 웹소설이었으나 2015년부터 오버랩 문고에서 1권을 발매하였다. 대한민국에서는 2016년 1권을 발매하였고, TV 애니메이션은 2019년 7월 8일부터 10월 7일까지 제1기, 2022년 1월 13일부터 3월 31일까지 제2기를 방영, 2024년 10월 14일부터 2025년 2월 17일까지 제3기가 방영되었다. 제작사는 화이트 폭스와 아스리드 공동 제작.
주인공 나구모 하지메와 같은 반 선생님,친구들이 어느 날 이세계로 소환되면서 벌어지는 이야기를 다루고 있다. 첫 권은 나구모하지메의 이세계지하미궁에서의 생존과 수난, 성장을 다루고 있고, 5권이후부터 미궁던전 탐색이 주류를 이루는 내용이 된다. 소설 후반부로 갈수록 이야기가 매우 어두워진다. 에히트신의 세계창조와 창조물을 유희거리로 보고 학살전쟁과 종족차별을 부추김, 악신 에히트에 맞서 반역한 미궁창조자들의 반란실패등 어두운 내용이 주를 이룬다.